# Campionatul European de Scrimă din 2004
Campionatul European de Scrimă din 2004  s-a desfășurat în perioada 29 iunie-4 iulie la Copenhaga în Danemarca.

## Rezultate

### Masculin
| Probă             | Aur                                                                           | Argint                                                                      | Bronz                                                                           |
| Spadă             | Christoph Marik (AUT)                                                         | Rémy Delhomme (FRA)                                                         | Robert Andrzejuk (POL) · Pavel Kolobkov (RUS)                                   |
| Spadă pe echipe   | Elveția Marcel Fischer Benjamin Steffen Fabian Kauter Dominik Saladin         | Polonia Robert Andrzejuk Tomasz Motyka Adam Wiercioch Krzysztof Mikołajczak | Suedia Fredrik Nilsson Magnus Malmgren Robert Dingl Paul Fogelberg              |
| Floretă           | Richard Breutner (GER)                                                        | Renal Ganeev (RUS)                                                          | Michael Ludwig (AUT) · Andrzej Witkowski (POL)                                  |
| Floretă pe echipe | Rusia Iuri Molcian Viaceslav Pozdniakov Renal Ganeev Ruslan Nasibullin        | Polonia Tomasz Ciepły Andrzej Witkowski Sławomir Mocek Wojciech Szuchnicki  | Italia Marco Ramacci Matteo Zennaro Andrea Baldini Giuseppe Alongi              |
| Sabie             | Stanislav Pozdniakov (RUS)                                                    | Marcin Koniusz (POL)                                                        | Serghei Șarikov (RUS) · Aleksei Iakimenko (RUS)                                 |
| Sabie pe echipe   | Rusia Serghei Șarikov Aleksei Iakimenko Stanislav Pozdniakov Aleksei Diacenko | Polonia Maciej Tomczak Rafał Sznajder Adam Skrodzki Marcin Koniusz          | Ucraina Volodîmîr Kaliujni Oleh Șturbabin Volodîmîr Lukașenko Vladîslav Tretiak |

### Feminin
| Probă             | Aur                                                                          | Argint                                                                          | Bronz                                                                                  |
| Spadă             | Natalia Konrad (UKR)                                                         | Anna Sivkova (RUS)                                                              | Hajnalka Tóth (HUN) · Oksana Ermakova (RUS)                                            |
| Spadă pe echipe   | Rusia Tatiana Logunova Karina Aznavurian Anna Sivkova Oksana Ermakova        | Ungaria Renata Fodor Hajnalka Tóth Dóra Kiskapusi Emese Szász                   | Polonia Beata Tereba Małgorzata Stroka Magdalena Kumiet Barbara Ciszewska-Andrzejewska |
| Floretă           | Laura Badea (ROU)                                                            | Svetlana Boiko (RUS)                                                            | Claudia Pigliapoco (ITA) · Anna Rybicka (POL)                                          |
| Floretă pe echipe | România · Roxana Scarlat · Laura Badea · Cristina Stahl · Corina Indrei      | Rusia Ekaterina Iușeva Viktoria Nikișina Evgenia Lamonova Svetlana Boiko        | Italia Margherita Granbassi Claudia Pigliapoco Benedetta Durando Elisa Di Francisca    |
| Sabie             | Aleksandra Socha (POL)                                                       | Ekaterina Fedorkina (RUS)                                                       | Ilaria Bianco (ITA) · Cătălina Gheorghițoaia (ROU)                                     |
| Sabie pe echipe   | Rusia Sofia Velikaia Elena Neceaeva Svetlana Kormilițîna Ekaterina Fedorkina | România · Cătălina Gheorghițoaia · Andreea Pelei · Irina Covaliu · Dorina Mihai | Italia Ilaria Bianco Rosanna Pagano Marianna Tricarico Francesca Buccione              |

## Clasament pe medalii
| Loc   | Țară     | Aur | Argint | Bronz | Total |
| ----- | -------- | --- | ------ | ----- | ----- |
| 1     | Rusia    | 5   | 5      | 4     | 14    |
| 2     | România  | 2   | 1      | 1     | 4     |
| 3     | Polonia  | 1   | 4      | 4     | 9     |
| 4     | Austria  | 1   | 0      | 1     | 2     |
| 4     | Ucraina  | 1   | 0      | 1     | 2     |
| 6     | Germania | 1   | 0      | 0     | 1     |
| 6     | Elveția  | 1   | 0      | 0     | 1     |
| 8     | Ungaria  | 0   | 1      | 1     | 0     |
| 9     | Franța   | 0   | 1      | 0     | 1     |
| 10    | Italia   | 0   | 0      | 5     | 5     |
| 10    | Suedia   | 0   | 0      | 1     | 1     |
| Total | Total    | 12  | 12     | 18    | 42    |